# Carnaval de Goulmima
 (septembre 2023).
Le carnaval de Goulmima ou "Oudayen ntaachourte", est une cérémonie qui met en valeur la culture locale, les traditions et les coutumes de la région. Il est commémoré la nuit du 9 au 10 du mois de muharram ( le premier mois de l'hégire). C'est un événement de portée religieuse et spirituelle célébré au départ par les juifs, avant qu'il ne soit fêté par les musulmans lorsque le prophète Mahomet s'est réfugié à Médine et qu'il avait remarqué que la communauté juive de la ville jeûnait le même jour (Yom Kippour), ou le grand jour de grâce à la mémoire du jour où dieu a sauvé le prophète Moïse du pharaon. Dès lors les musulmans de différentes confessions célèbrent ces traditions selon leurs liens historiques et ancestrales. Pour la communauté chiite la cérémonie est un synonyme de deuil rappelant le massacre de l'imam Hussein ainsi que plusieurs membres de sa famille, à Karbala en 680. Les sunnites accueillent le jour d'achoura avec joie en jeûnant ce jour et le jour avant ou après pour éviter toute confusion avec la communauté juive.

## Introduction
Au sud-est du Maroc, la communauté amazigh de Goulmima, à 60 kilomètres de la ville d'Errachidia, célèbre le jour d'achoura dans un contexte de mélange entre le patrimoine religieux musulman et les pratiques de la communauté juive évoquant la cohabitation entre musulmans et juifs, ce qui avait donné naissance à un héritage culturel judéo-amazigh.
Le carnaval de Goulmima est une occasion pour la population locale de se réunir, de célébrer leur patrimoine culturel et de promouvoir le tourisme dans la région. C'est également une opportunité pour les visiteurs de découvrir l'authenticité et la richesse de la culture des oasis marocaines.

## Célébration du carnaval
Auparavant la majorité des masques que mettaient les protagonistes sont confectionnés sur place à base de peau de moutons et de chèvre ou, en induisant leurs visages avec la suie (Akfouss), avant que ces masques soient modernisés en suivant les changements culturels et économique, et deviennent similaire à ceux de la fête d'Halloween.
Au premier lieu le port du déguisement était dans le but de camoufler l'identité de l'acteur, et pour que le rôle soit réussi, ce dernier ne doit pas être reconnu par les membres de sa famille ainsi que les autres personnes de son entourage pendant la cérémonie.
La fête se déroule tout au long de la nuit devant le plus vieux "ksar" de la ville (Igoulmimen), en chantant des chansons judéo-amazigh et en dansant sur le rythme des tambours, des "Qraqebs" et des "Bendirs".

## L'art culinaire de la cérémonie
Le couscous à base de légumes et de viande séchée du mouton de "l'Aïd-el-kébir" ainsi que les abats secs.
Les enfants de la petite ville parcouraient toutes les ruelles étroites des "ksars" (kasbah) avec des  petits paniers confectionnés avec des feuilles blanches extraites des entrailles du palmier dattier (takloute). En faisant le tour des maisons avec des chansons amazigh avec un accent juif local pour avoir des dons. Les mères se sont invitées à leur donner du couscous, des œufs bouillis, des friandises, du sucre, des amandes et des abats séchés. la récolte est considérée comme un repas au dîner pour les enfants du petit patelin.